# مطار ميونخ الدولي
مطار ميونيخ "فرانتس يوزيف شتراوس" (بالألمانية: Flughafen München „Franz Josef Strauß“)
(إياتا: MUC، إيكاو: EDDM)؛ هو مطار دولي يقع في مدينة ميونيخ عاصمة ولاية بافاريا. هو ثاني أكثر المطارات ازدحاماً في ألمانيا من حيث حركة الركاب بعد مطار فرانكفورت، وثامن أكثر المطارات ازدحاماً في أوروبا، حيث استوعب 46.3 مليون مسافر في عام 2018. وهو المطار الخامس عشر في العالم من حيث حركة الركاب الدولية، وكان المطار الثامن والثلاثين عالمياً من حيث حركة الركاب في عام 2018. يخدم مطار ميونيخ كمحور للوفتهانزا بما في ذلك لوفتهانزا الإقليمية وشركاء تحالف ستار.
يقع المطار على بعد 28.5 كم (17.7 ميل) شمال شرق ميونيخ بالقرب من مدينة فرايزنغ، وقد سُمي على اسم الوزير البافاري السابق فرانتس يوزيف شتراوس. يضم المطار مبنيي ركاب ومدرجين بالإضافة إلى مرافق شاملة للشحن والصيانة ومجهز تجهيزًا كاملاً للتعامل مع الطائرات ذات الهيكل العريض بما في ذلك إيرباص A380.
يتم تشغيل المطار من قبل شركة مطار ميونيخ المحدودة وتقسم ملكيته بين ولاية بافاريا الحرة (51٪) وجمهورية ألمانيا الاتحادية (26٪) ومدينة ميونيخ (23٪).

## شركات الطيران والوجهات

### الركاب
تقدم شركات الطيران التالية رحلات منتظمة وموسمية وعارضة في مطار ميونيخ:
| شركـات طيـران                     | الوجهات |
| --------------------------------- | --- |
| طيران إيجيان                      | مطار أثينا الدولي، Thessaloniki موسمي: Heraklion، Kalamata |
| أير لينغس                         | مطار دبلن الدولي موسمي: Cork |
| طيران البلطيق                     | مطار ريغا الدولي، مطار تالين، Tampere، مطار فيلنيوس |
| إير كايرو                         | مطار الغردقة الدولي موسمي: مطار مرسى علم الدولي، مطار شرم الشيخ الدولي (تبدأ في 1 نوفمبر 2023) |
| طيران كندا                        | مطار تورونتو بيرسون الدولي |
| طيران الصين                       | مطار بكين العاصمة الدولي (تستأنف 1 أغسطس 2023) |
| Air Dolomiti                      | مطار باري كارل فويتيالا ‏، مطار بولونيا، مطار كونيو الدولي، Florence، مطار جنوة كريستوفورو كولومبو، مطار كراكوف، مطار ليناتي، مطار مالبينسا، Olbia، مطار تورينو، مطار البندقية ماركو بولو، Verona موسمي: Brindisi |
| طيران أوروبا                      | مطار مدريد باراخاس الدولي |
| الخطوط الجوية الفرنسية            | مطار باريس شارل ديغول |
| طيران مالطا                       | مطار مالطا الدولي |
| خطوط كل اليابان الجوية            | مطار طوكيو هانيدا الدولي |
| الخطوط الجوية الأمريكية           | مطار شارلوت دوغلاس الدولي |
| الأناضول جت                       | مطار إيسنبوغا الدولي، مطار أنطاليا، مطار صبيحة كوكجن الدولي |
| الخطوط الجوية النمساوية           | مطار فيينا الدولي |
| الخطوط الجوية البريطانية          | مطار لندن هيثرو |
| خطوط بروكسل الجوية                | مطار بروكسل الدولي |
| كوندور للطيران                    | Fuerteventura، مطار فارو، مطار كريستيانو رونالدو، مطار غران كناريا، مطار الغردقة الدولي، مطار لانزاروت، مطار لا بالما، مطار تينيريفي الجنوبي موسمي: مطار أكادير المسيرة الدولي (تستأنف 2 نوفمبر 2023)، مطار أليكانتي، مطار أنطاليا، مطار خانية الدولي ‏، Corfu، مطار فارو، Heraklion، مطار إيبيزا، مطار خيريز، Kalamata، Karpathos، Kavala، Kefalonia، Kos، Lamezia Terme ‏، مطار مالقة الدولي، مطار ميكونوس، Olbia، مطار ميورقة، Preveza/Lefkada، Rhodes، Samos، مطار سانتوريني (ثيرا) الوطني، مطار سكياثوس الدولي، مطار سبليت، مطار زاكينثوس الدولي ‏ |
| Corendon Airlines                 | موسمي: مطار أنطاليا، مطار عدنان مندريس |
| الخطوط الجوية الكرواتية           | Osijek، مطار سبليت، مطار زغرب موسمي: Brač، مطار دوبروفنيك، مطار رييكا |
| Dan Air ‏                          | Brașov (تبدأ في 17 يونيو 2023) |
| خطوط دلتا الجوية                  | مطار هارتسفيلد جاكسون موسمي: مطار ديترويت |
| إيزي جيت                          | مطار إدنبرة، مطار غاتويك، مطار مانشستر موسمي: مطار مالبينسا (تستأنف 8 سبتمبر 2023)، مطار نابولي (تبدأ في 28 يونيو 2023) |
| مصر للطيران                       | مطار القاهرة الدولي |
| إل عال                            | مطار بن غوريون الدولي |
| طيران الإمارات                    | مطار دبي الدولي |
| الاتحاد للطيران                   | مطار أبو ظبي الدولي |
| European Air عارض                 | موسمي عارض: Burgas |
| إيفا للطيران                      | مطار تايوان تاويوان الدولي |
| يورو وينجز                        | مطار كولونيا بون الدولي، مطار دورتموند، مطار دوسلدورف الدولي، مطار هامبورغ، مطار ميورقة، مطار بريشتينا الدولي |
| Eurowings Discover                | Fuerteventura، مطار كريستيانو رونالدو، مطار غران كناريا، مطار الغردقة الدولي، مطار مراكش المنارة الدولي، مطار تينيريفي الجنوبي موسمي: مطار أكادير المسيرة الدولي، مطار أنطاليا، مطار ميلاس بودروم، مطار خانية الدولي ‏، Corfu، Heraklion، مطار إيبيزا، مطار خيريز، Kos، Lamezia Terme ‏، مطار لانزاروت، مطار مرسى علم الدولي، مطار ميكونوس، مطار ميورقة، Preveza/Lefkada، Rhodes، مطار سانتوريني (ثيرا) الوطني، مطار سكياثوس الدولي، مطار زاكينثوس الدولي ‏ |
| فين إير                           | مطار هلسنكي فانتا |
| فلاي أربيل                        | مطار أربيل الدولي |
| FlyOne                            | مطار كيشيناو الدولي (تبدأ في 28 يونيو 2023) |
| Freebird Airlines                 | موسمي: مطار أنطاليا |
| أيبيريا (شركة طيران)              | مطار مدريد باراخاس الدولي |
| طيران آيسلندا                     | مطار كيفلافيك الدولي |
| الخطوط الجوية العراقية            | مطار بغداد الدولي، مطار أربيل الدولي |
| يسرائير                           | موسمي: مطار بن غوريون الدولي |
| إيتا (شركة طيران)                 | مطار ليوناردو دا فينشي |
| طيران الجزيرة                     | موسمي: مطار الكويت الدولي (تبدأ في 13 يونيو 2023) |
| الخطوط الجوية الملكية الهولندية   | مطار سخيبول أمستردام |
| الخطوط الجوية الكويتية            | مطار الكويت الدولي |
| خطوط لوت الجوية البولندية         | مطار وارسو فريدريك شوبان |
| Lübeck Air ‏                       | Lübeck |
| لوفتهانزا                         | مطار أليكانتي، مطار سخيبول أمستردام، Ancona، مطار أثينا الدولي، مطار سوفارنابومي الدولي، مطار كيمبيغودا الدولي (تبدأ في 3 نوفمبر 2023)، مطار برشلونة الدولي، مطار بازل - ميلوز - فريبورغ الأوروبي (تستأنف 14 أغسطس 2023)، مطار بكين العاصمة الدولي (تستأنف 3 يوليو 2023)، مطار نيكولا تسلا في بلغراد، مطار برلين براندنبرغ، مطار بلباو، مطار برمينغهام، Billund، مطار بوردو ميرينياك، مطار لوجان الدولي، مطار بريمن، مطار بروكسل الدولي، مطار هنري كواندا الدولي، مطار بودابست فرانز ليست الدولي، مطار القاهرة الدولي، مطار كاتانيا-فونتاناروسا، مطار شارلوت دوغلاس الدولي، مطار أوهير الدولي، مطار كلوج نابوكا الدولي، مطار كولونيا بون الدولي، مطار كوبنهاغن، مطار دبرسن الدولي، مطار انديرا غاندي الدولي، مطار دنفر الدولي، Dresden، مطار دبلن الدولي، مطار دوسلدورف الدولي، مطار إدنبرة، مطار فارو، مطار فرانكفورت، مطار كريستيانو رونالدو، مطار غدانسك ليخ فاونسا، Gothenburg، مطار غراتس، مطار هامبورغ، مطار هانوفر لانغنهاغن، مطار هلسنكي فانتا، مطار هونغ كونغ الدولي، مطار كاتوفيتشي، مطار كراكوف، مطار لارنكا الدولي، مطار لايبزيغ هاله، مطار لشبونة، مطار ليوبليانا الدولي، مطار لندن هيثرو، مطار لوس أنجلوس الدولي، مطار لوكسمبورغ، مطار ليون سانت إكسوبيري، مطار مدريد باراخاس الدولي، مطار مالقة الدولي، مطار مانشستر، مطار مارسيليا، مطار بينيتو خواريز الدولي، مطار مالبينسا، مطار مونتريال الدولي، مطار تشاتراباتي شيفاجي الدولي، Münster/Osnabrück، مطار نانت، مطار نابولي، مطار نيوآرك ليبرتي الدولي، مطار جون إف كينيدي الدولي، مطار نيس كوت دازور، مطار كانساي الدولي، Oslo، Paderborn/Lippstadt، مطار باليرمو الدولي، مطار ميورقة، مطار باريس شارل ديغول، مطار باريس أورلي، مطار بورتو الدولي، Poznań، مطار فاكلاف هافيل الدولي، مطار ريو دي جانيرو الدولي، مطار ليوناردو دا فينشي، Rzeszów، مطار سان دييغو الدولي، مطار سان فرانسيسكو الدولي، مطار إنتشون الدولي، مطار شانغهاي بودنغ الدولي، مطار سيبيو الدولي، مطار شانغي سنغافورة، مطار صوفيا، مطار ستوكهولم أرلاندا، مطار شتوتغارت الدولي، Sylt، مطار تالين، مطار تبليسي الدولي، مطار بن غوريون الدولي، Thessaloniki، مطار ترايان فويا الدولي، مطار تيرانا الدولي، مطار طوكيو هانيدا الدولي، مطار تولوز بلانياك، مطار تونس قرطاج الدولي، مطار تورينو، مطار بلنسية، مطار فيينا الدولي، مطار وارسو فريدريك شوبان، مطار واشنطن دولس الدولي، مطار فروتسواف، مطار زغرب، مطار زيورخ الدولي موسمي: Asturias، مطار بوريتا، Bergen، مطار بيارتس بلاد البشكنش ‏، مطار ميلاس بودروم، مطار كيب تاون، Cagliari، Corfu، مطار دبي الدولي، مطار دوبروفنيك، Fuerteventura، مطار غلاسكو الدولي (تستأنف 2 ديسمبر 2023)، مطار غران كناريا، Heraklion، مطار الغردقة الدولي، مطار إيبيزا، مطار خيريز، جيرزي، Kalamata، مطار كيتيلا، مطار لانزاروت، مطار مالطا الدولي، مطار مرسى علم الدولي، Menorca، مطار ميامي الدولي، مطار ميكونوس، Olbia، مطار بيزا الدولي، Preveza/Lefkada، Pula، مطار كيفلافيك الدولي، Rhodes، مطار رييكا، Rimini، مطار سانتوريني (ثيرا) الوطني، مطار إشبيلية، مطار سبليت، مطار تينيريفي الجنوبي، Tivat، مطار تورونتو بيرسون الدولي، Tromsø، مطار فانكوفر الدولي، Varna، مطار زادار، مطار زاكينثوس الدولي ‏ |
| لوكس إير                          | مطار لوكسمبورغ |
| Marabu                            | مطار غران كناريا، مطار الغردقة الدولي، مطار لانزاروت، مطار لا بالما، مطار ميورقة، مطار تالين، مطار تينيريفي الجنوبي موسمي: مطار خانية الدولي ‏، Corfu، مطار فارو، Fuerteventura، Heraklion، Karpathos، Kefalonia، Kos، Lamezia Terme ‏، مطار مالقة الدولي، Olbia، Preveza/Lefkada، Rhodes، مطار سبليت، Volos، مطار زاكينثوس الدولي ‏ |
| نسما للطيران                      | عارض: مطار الغردقة الدولي |
| آير شاتل النرويجية                | مطار كوبنهاغن، Oslo، مطار ستوكهولم أرلاندا |
| الطيران الجديد تونس               | مطار جربة جرجيس الدولي، مطار الحبيب بورقيبة الدولي موسمي: مطار تونس قرطاج الدولي |
| الطيران العماني                   | مطار مسقط الدولي |
| خطوط بيغاسوس                      | مطار صبيحة كوكجن الدولي موسمي: مطار أنطاليا، مطار عدنان مندريس |
| الخطوط الجوية القطرية             | مطار حمد الدولي |
| الملكية الأردنية                  | مطار الملكة علياء الدولي |
| الخطوط السعودية                   | مطار الملك عبد العزيز الدولي، مطار الملك خالد الدولي |
| الخطوط الجوية الإسكندنافية        | مطار كوبنهاغن، Oslo، مطار ستوكهولم أرلاندا |
| الخطوط الجوية السنغافورية         | مطار شانغي سنغافورة |
| Sky Express ‏                      | مطار أثينا الدولي |
| SmartLynx Airlines                | موسمي عارض: مطار رأس الخيمة الدولي (تبدأ في 11 أكتوبر 2023) |
| Somon Air                         | مطار دوشنبه الدولي |
| Southwind Airlines                | موسمي عارض: مطار أنطاليا |
| صن إكسبريس                        | مطار إيسنبوغا الدولي، مطار أنطاليا، مطار عدنان مندريس موسمي: مطار أضنة شاكرباشا، مطار ميلاس بودروم، مطار دالامان، مطار غازي عنتاب الدولي، Kayseri، Samsun |
| الخطوط الجوية الدولية السويسرية   | مطار زيورخ الدولي |
| تاب برتغال                        | مطار لشبونة |
| الخطوط الجوية الدولية التايلاندية | مطار سوفارنابومي الدولي |
| Travelcoup                        | موسمي: مطار إيبيزا (تبدأ في 17 أغسطس 2023)، مطار ميورقة (تبدأ في 14 يوليو 2023)، مطار زيورخ الدولي (تبدأ في 30 يوليو 2023) |
| توي فلاي ألمانيا                  | Boa Vista ‏، Fuerteventura، مطار غران كناريا، مطار الغردقة الدولي، مطار لانزاروت، مطار ميورقة، Sal، مطار تينيريفي الجنوبي موسمي: Corfu، مطار دالامان، مطار جربة جرجيس الدولي، Heraklion، مطار خيريز، Kos، مطار مرسى علم الدولي، Menorca، Patras، Rhodes |
| الخطوط التونسية                   | مطار جربة جرجيس الدولي، مطار الحبيب بورقيبة الدولي، مطار تونس قرطاج الدولي |
| الخطوط الجوية التركية             | مطار إسطنبول الدولي موسمي: مطار أضنة شاكرباشا، مطار إيسنبوغا الدولي، مطار أنطاليا، مطار ميلاس بودروم، مطار دالامان، مطار غازي عنتاب الدولي، مطار عدنان مندريس، Kayseri، مطار أردو غيرسون، Samsun، مطار طرابزون الدولي |
| الخطوط الجوية المتحدة             | مطار أوهير الدولي، مطار دنفر الدولي، مطار جورج بوش الدولي، مطار نيوآرك ليبرتي الدولي، مطار سان فرانسيسكو الدولي، مطار واشنطن دولس الدولي |
| خطوط فيولينغ الجوية               | مطار برشلونة الدولي، مطار ميورقة موسمي: مطار أليكانتي، مطار مالقة الدولي |
| Widerøe                           | Bergen |

### الشحن
| شركـات طيـران           | الوجهات                                                                                                 |
| ----------------------- | --- |
| Aerotranscargo          | مطار هونغ كونغ الدولي، مطار مالام أمينو كانو الدولي، مطار تشاتراباتي شيفاجي الدولي، مطار الشارقة الدولي |
| Air Atlanta Icelandic   | Greenville/Spartanburg                                                                                  |
| طيران الصين للشحن الجوي | مطار بكين العاصمة الدولي                                                                                |
| ATRAN                   | مطار فرانكفورت، مطار شيريميتييفو الدولي                                                                 |
| كارغولوكس               | مطار لوكسمبورغ                                                                                          |
| دي إتش إل للطيران       | مطار لايبزيغ هاله                                                                                       |
| فيديكس إكسبرس           | مطار كولونيا بون الدولي، مطار مالبينسا، مطار باريس شارل ديغول                                           |
| الخطوط الجوية القطرية   | مطار كيمبيغودا الدولي، مطار شيكاغو روكفورد الدولي، مطار حمد الدولي، مطار لندن هيثرو، مطار مالبينسا      |
| الخطوط الجوية التركية   | مطار إسطنبول الدولي                                                                                     |
| خطوط يو بي إس الجوية    | مطار كولونيا بون الدولي                                                                                 |

## الإحصائيات
| 2000                   | 23،125،872 |         |
| 2001                   | 23،646،900 | ▲ 2%    |
| 2002                   | 23،163،720 | ▼ -2%   |
| 2003                   | 24،193،304 | ▲ 4.4%  |
| 2004                   | 26،814،505 | ▲ 11%   |
| 2005                   | 28،619،427 | ▲ 6.7%  |
| 2006                   | 30،757،978 | ▲ 7.4%  |
| 2007                   | 33،959،422 | ▲ 10.4% |
| 2008                   | 34،530،593 | ▲ 1.6%  |
| 2009                   | 32،681،067 | ▼ -5.3% |
| 2010                   | 34،721،605 | ▲ 6%    |
| 2011                   | 37،763،701 | ▲ 8.7%  |
| 2012                   | 38،360،604 | ▲ 1.5%  |
| 2013                   | 38،672،644 | ▲ 1%    |
| 2014                   | 39،700،515 | ▲ 2.6%  |
| 2015                   | 40،998،553 | ▲ 3.2%  |
| 2016                   | 42،277،920 | ▲ 3.1%  |
| 2017                   | 44،546،263 | ▲ 5.3%  |
| 2018                   | 46،253،623 | ▲ 3.8%  |
| 2019                   | 47،959،885 | ▲ 3.6%  |
| 2020                   | 11،120،224 | ▼ 76.8% |
| 2021                   | 12،496،432 | ▲ 12.4% |
| Source: Munich Airport |            |         |